# Förband (skogsbruk)
Förband är medelavståndet mellan träd eller plantor i ett planterat bestånd. Förbandet växlar mellan olika jordars växtbarhet och geografiskt läge. Vanligt förband är 2 meter vilket ger 2 500 plantor per hektar. 
På goda jordar kan man minska förbandet (fler plantor) och på sämre jordar måste man öka förbandet (färre plantor). 